# Mireille Mathieu

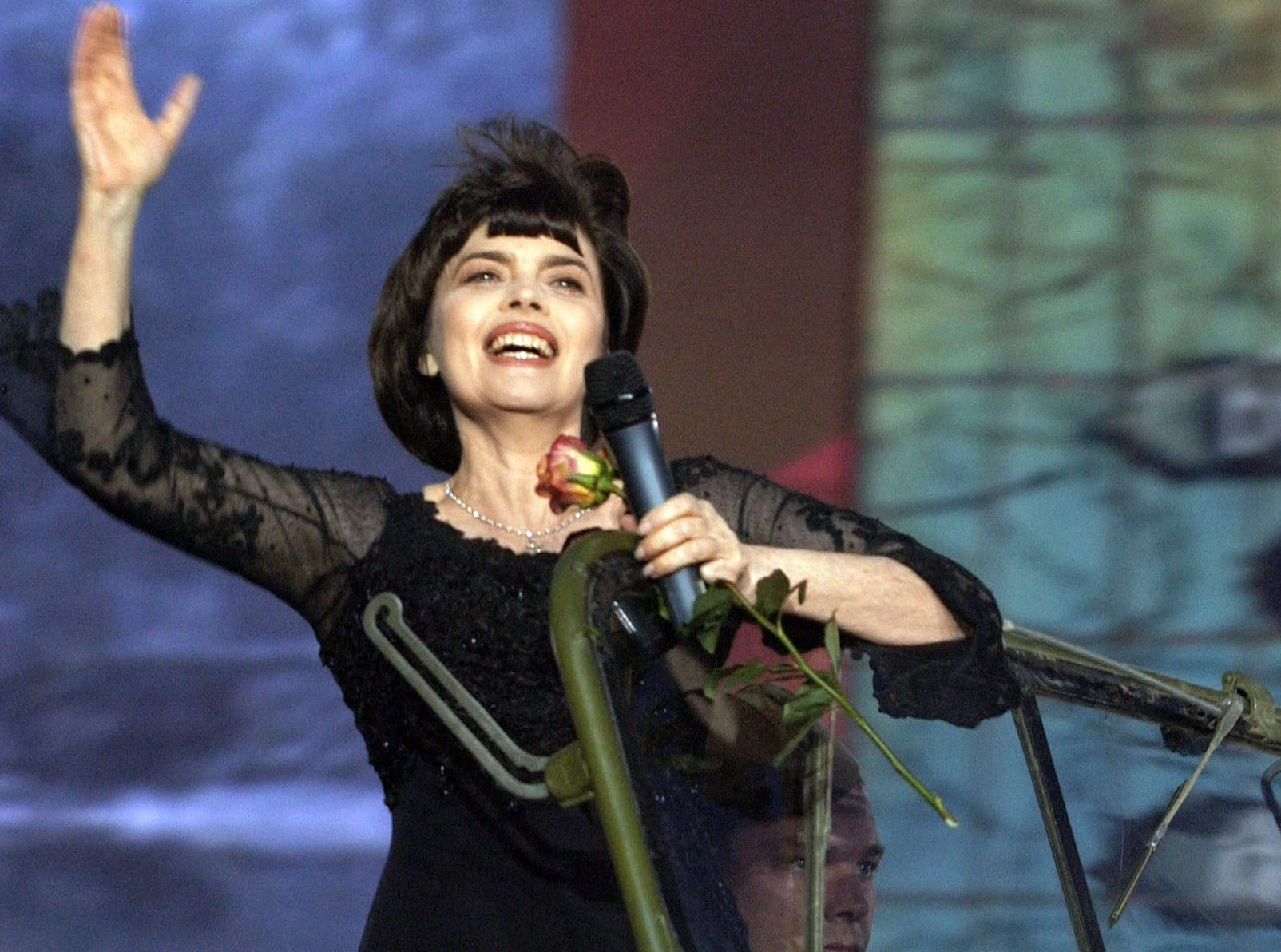
Mireille Mathieu (2005)

Mireille Mathieu [miˈʁɛj matˈjø] (* 22. Juli 1946 in Avignon) ist eine französische Sängerin. In Frankreich wird sie auch La Demoiselle d’Avignon genannt, im deutschsprachigen Raum war sie am Anfang ihrer Karriere als Spatz von Avignon bekannt. Mathieu verkaufte rund 190 Millionen Tonträger.

## Leben

### Frühe Jahre und Privates
Mireille Mathieu wurde 1946 in ärmlichen Verhältnissen in Avignon geboren. Die Eltern, Marcelle-Sophie Poirier (1921–2016) und Roger Mathieu (1920–1985), ein Friedhofssteinmetz, bekamen 13 weitere Kinder; Frankreichs damaliger Staatspräsident Charles de Gaulle übernahm im Mai 1967 die Patenschaft des jüngsten. Ihren ersten öffentlichen Gesangsauftritt hatte Mireille Mathieu im Alter von vier Jahren in einer Mitternachtsmesse. Sie verließ die Schule ohne Abschluss, da sie 1960 als Hilfsarbeiterin in einer Konservenfabrik zu arbeiten begann, um zum Familieneinkommen beizutragen.
Sie wohnt seit rund vierzig Jahren mit ihrer Schwester Monique zusammen, zuletzt in Neuilly-sur-Seine bei Paris. Ihre Mutter begleitete sie bis zu ihrem Tod zu zahlreichen Konzerten und wurde von der Sängerin mitunter auf die Bühne gebeten.

### Entdeckung
Im Juni 1964 gewann sie in Avignon mit Édith Piafs Lied La vie en rose den Gesangswettbewerb „On chante dans mon quartier“ („In meinem Viertel singen wir“). Daraufhin erhielt sie eine Einladung nach Paris, um für die Fernsehshow Télé-Dimanche vorzusingen. Im November 1965 kam sie erneut nach Paris zu Proben für den „Palmarès des Chansons“ in der berühmten Music-Hall Olympia. Doch nahm sie an diesem Wettbewerb nicht teil und bewarb sich erneut bei Télé-Dimanche, wo sie dann ihr Fernsehdebüt gab: Beim Vorentscheid „Le Jeu de la Chance“ („Das Glücksspiel“) sang sie am 21. November 1965 das von Charles Aznavour geschriebene und in der Interpretation Edith Piafs bekannte Chanson Jézébel und erreichte zusammen mit Georgette Lemaire, einer anderen Bewerberin, den ersten Platz. Diese zog sich am 28. November 1965 zugunsten von Mathieu zurück, sodass für Mathieu der Weg zur Bühne frei war.

Ende Dezember 1965 trat Mathieu im Olympia im Vorprogramm von Sacha Distel („Sacha Show“) und Dionne Warwick auf. Johnny Stark, der schon Yves Montand, Françoise Hardy, Johnny Hallyday und Sylvie Vartan gefördert hatte, war bei der Show anwesend, wurde noch im selben Jahr ihr Manager und sollte es bis zu seinem Tod im Jahr 1989 bleiben. Auch der Musikproduzent Eddie Barclay befand sich unter den Zuschauern und bot Mathieu einen Plattenvertrag bei seinem Label Barclay Records an. 

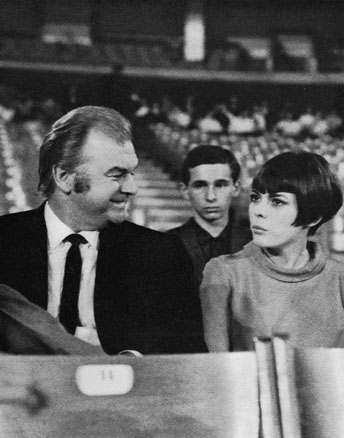
Mireille Mathieu mit ihrem Manager Johnny Stark (1971)

 Noch im Dezember 1965 entstand eine Live-LP von ihrem Auftritt im Olympia; im Juni 1967 erreichte die Platte Rang 14 der deutschen LP-Charts.

### Aufstieg zur erfolgreichsten französischen Gesangsinterpretin

Mireille Mathieu – Mon Crédo (1966)

Im Jahr 1966 nahm Mathieu mehrere Singles auf; die erste war Mon Crédo im März, es folgte C’est ton nom. Mon crédo entwickelte sich zu einem großen Erfolg, der sich in 1,7 Millionen verkauften Exemplaren und ihrem ersten Nummer-eins-Hit in der französischen Hitparade zeigte. Bereits im Mai 1966 wurden hiervon alleine in Frankreich 500.000 Exemplare verkauft.

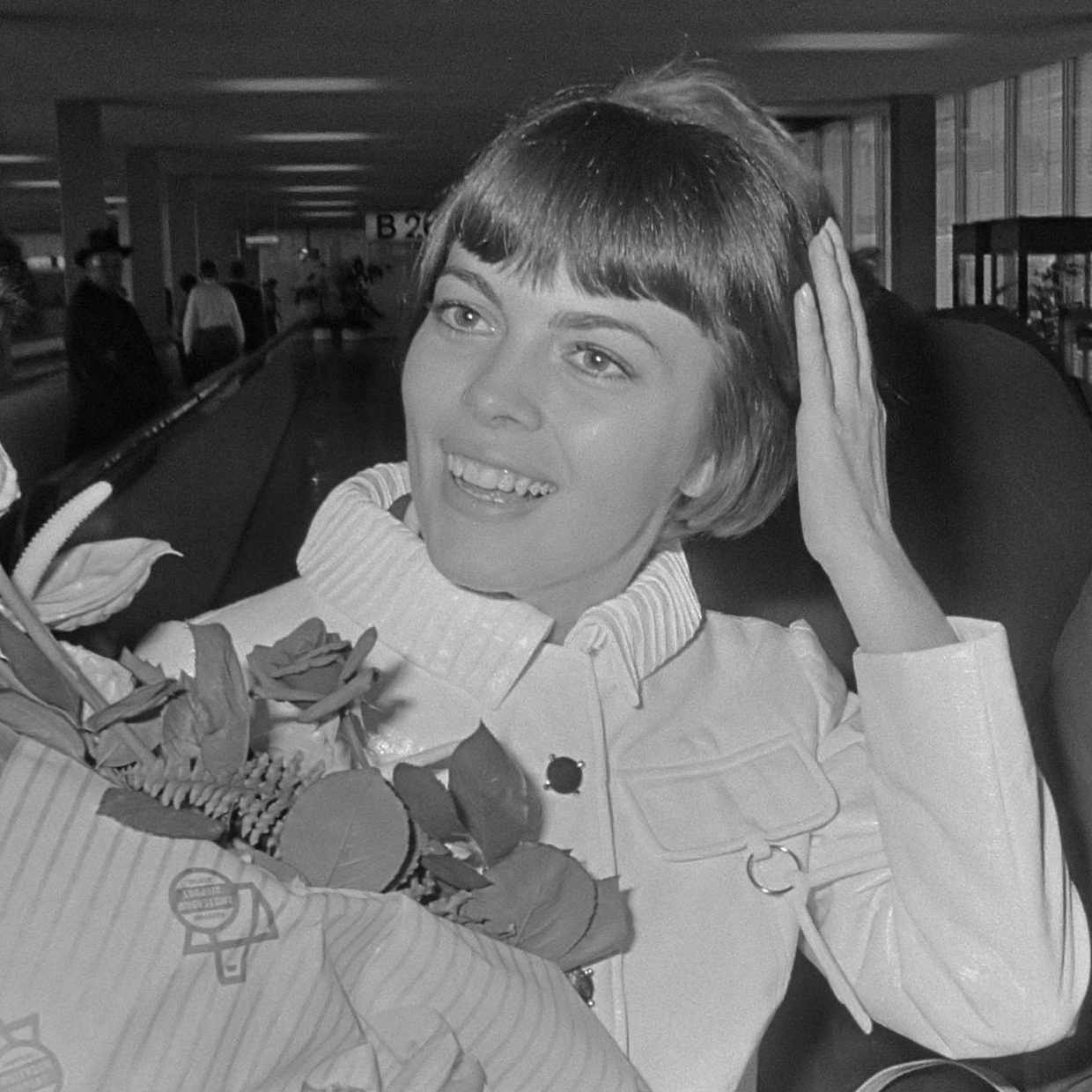
Mireille Mathieu (1970)

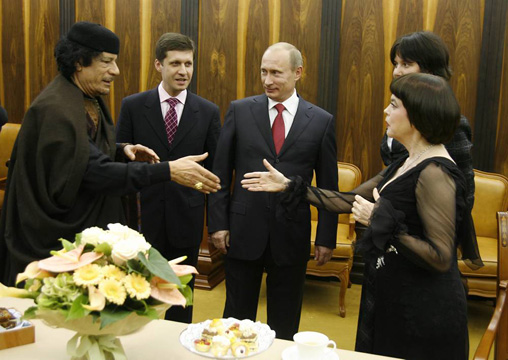
Mireille Mathieu bei einem Treffen mit Muammar al-Gaddafi (ganz links) und Wladimir Putin (Mitte) (2008)

Einen weiteren Nummer-eins-Hit hatte sie im November 1966 mit Paris en colère aus dem Kinofilm Brennt Paris? Als sie im Oktober 1967 die französische Version von The Last Waltz (La dernière valse, Text: Hubert Ithier) herausbrachte, konnte Barclay Records bis Dezember 1967 über 200.000 Exemplare allein in Frankreich verkaufen. Am 6. März 1966 trat sie in den USA in der Ed Sullivan Show vor 50 Millionen Zuschauern auf; im selben Jahr gastierte sie im Ost-Berliner Friedrichstadt-Palast erstmals in der DDR. Anfang Mai 1967 war sie zum ersten Mal in der Bundesrepublik Deutschland auf Tournee; danach tourte sie 26 Tage durch die Sowjetunion.
Zu jener Zeit wurde sie von den Medien als „neue Piaf“ gefeiert. Im Mai 1967 stimmten dem Billboard-Magazin zufolge 39 % der Befragten in Frankreich für Mireille Mathieu als beliebteste französische Sängerin. Die deutsche Jugendzeitschrift Bravo berichtete im selben Monat über ihre Tournee. Ihre erste Platte in Westdeutschland war im Juli 1967 die LP Mireille Mathieu I.

Mireille Mathieu – La Paloma ade (1973)

In der James-Bond-Parodie Casino Royale sang sie in der deutschen Synchronfassung des Films ihre erste deutschsprachige Aufnahme, Ein Blick von dir. Im Mai 1968 ging sie erneut auf Deutschlandtournee. 1969 begann ihre Zusammenarbeit mit dem Schlagerkomponisten-Team Christian Bruhn (Musik)/Georg Buschor (Text), deren insgesamt etwa 100 für Mathieu geschriebene Titel überwiegend die Liebe, Frankreich und Paris thematisierten. Um Mathieu vor weiteren Vergleichen mit Édith Piaf zu bewahren – die Mathieu selbst nie recht waren – sorgte ihr Manager Johnny Stark dafür, dass sie schnell ein eigenes Repertoire bekam und in den 1970er Jahren kaum noch auf Piaf-Lieder zurückgreifen musste, um ein abendfüllendes Programm darbieten zu können.
Ihren Durchbruch in Deutschland hatte sie im April 1969 mit der Single Hinter den Kulissen von Paris/Martin (Ariola 14285; Rang 5 der deutschen Hitparade), aufgenommen im Berliner Ariola-Tonstudio. Als ihr Manager dort das noch nicht ganz zu Ende komponierte Lied hörte, soll er begeistert ausgerufen haben: „C’est ça! Justement!“ („Das ist es!“). – das Format für Mathieus künftige deutschsprachige Schlager war mit diesem Lied gefunden. Die Aufnahmen zu Hinter den Kulissen von Paris dauerten für die der deutschen Sprache unkundige Sängerin drei Stunden. Katja Ebstein machte fortan Demoaufnahmen weiterer Lieder, nach denen Mathieu die Texte phonetisch lernte, Bruhn war bis 1980 Mathieus Musikproduzent in Deutschland.
Akropolis Adieu vom September 1971, das auch in einer französischen Version erschien, wurde Mathieus erster Millionenseller auf Deutsch. Ihr größter kommerzieller Erfolg war zwei Jahre danach La Paloma Ade vom Oktober 1973 mit über einer Million verkaufter Singles; dieser Titel erreichte in Deutschland Platz 1 und war 27 Wochen in den Charts. Zwei Chöre wurden dafür im Overdubbing aufgenommen, der Refrain-Beginn war auftaktartig unterbrochen.
Weitere Single-Erfolge waren An einem Sonntag in Avignon (April 1970), Es geht mir gut, Chéri (Oktober 1970), Ganz Paris ist ein Theater (Februar 1971), Der Pariser Tango (Juni 1971), Der Zar und das Mädchen (September 1975) und Santa Maria (Mai 1978). Seit 1969 war Mathieu Stammgast im deutschen Fernsehen und bekam ihre erste eigene Fernsehshow im ZDF, Rendezvous mit Mireille. In der DDR sendete der Deutsche Fernsehfunk am 31. Dezember 1970 als erste Farbsendung des ostdeutschen Fernsehens den Galaabend mit Mireille Mathieu aus Leipzig. Weitere deutsche Shows folgten, so 1977 Es ist Zeit für Musik und Bonsoir Mireille im April 1982 im ZDF und schließlich Meine Welt ist die Musik im März 1998 im Ersten (ARD).
2005 feierte Mathieu ihr 40-jähriges Bühnenjubiläum mit einer Tournee, einer CD mit neuen französischen Liedern und mit vielen Fernsehshows in Frankreich und Deutschland. Der russische Präsident Wladimir Putin lud sie ein, aus Anlass des 60. Jahrestages des Tages des Sieges im Zweiten Weltkrieg am 9. Mai 2005 auf dem Roten Platz in Moskau zu singen. Im November 2006 veröffentlichte Mathieu ihre erste DVD, einen Konzertmitschnitt aus dem Pariser Olympia, aufgenommen während ihrer Konzertreihe zum Bühnenjubiläum.
Am Wahlabend des 6. Mai 2007 sang sie auf Einladung des gerade gewählten französischen Staatspräsidenten Nicolas Sarkozy die französische Nationalhymne und ihr Friedenslied Mille colombes von 1977, und im Oktober 2007 erschien erstmals seit acht Jahren wieder eine (von Jan-Eric Kohrs produzierte) deutschsprachige LP Mathieus, In meinem Herzen. Mehr als 20 Jahre nach ihrer letzten Deutschlandtournee ging Mathieu im Frühjahr 2008 mit ihren aktuellen Liedern sowie ihren größten Erfolgen der Vergangenheit auf Tournee. Im Oktober 2009 erschien die CD Nah bei Dir mit 14 neuen deutschen Titeln. Im Frühjahr 2010 gab Mathieu im Rahmen ihrer Tournee Meine größten Erfolge 22 Konzerte in Deutschland, Österreich und Dänemark.
Mathieu sang im Laufe ihrer Karriere Duette mit Peter Alexander, Plácido Domingo, Nana Mouskouri, Dalida, Tom Jones, Dean Martin, Petula Clark, Chantal Goya, Barry Manilow, Charles Aznavour, Harald Juhnke, Julio Iglesias, Patrick Duffy, Paul Anka, Frank Schöbel, Helene Fischer, Andrea Berg und Michelle.
Mathieu sang außer auf Französisch auf Englisch, Deutsch, Italienisch, Spanisch, Katalanisch, Provenzalisch, Russisch, Finnisch, Japanisch, Latein und Chinesisch.

## Erfolg und Auszeichnungen

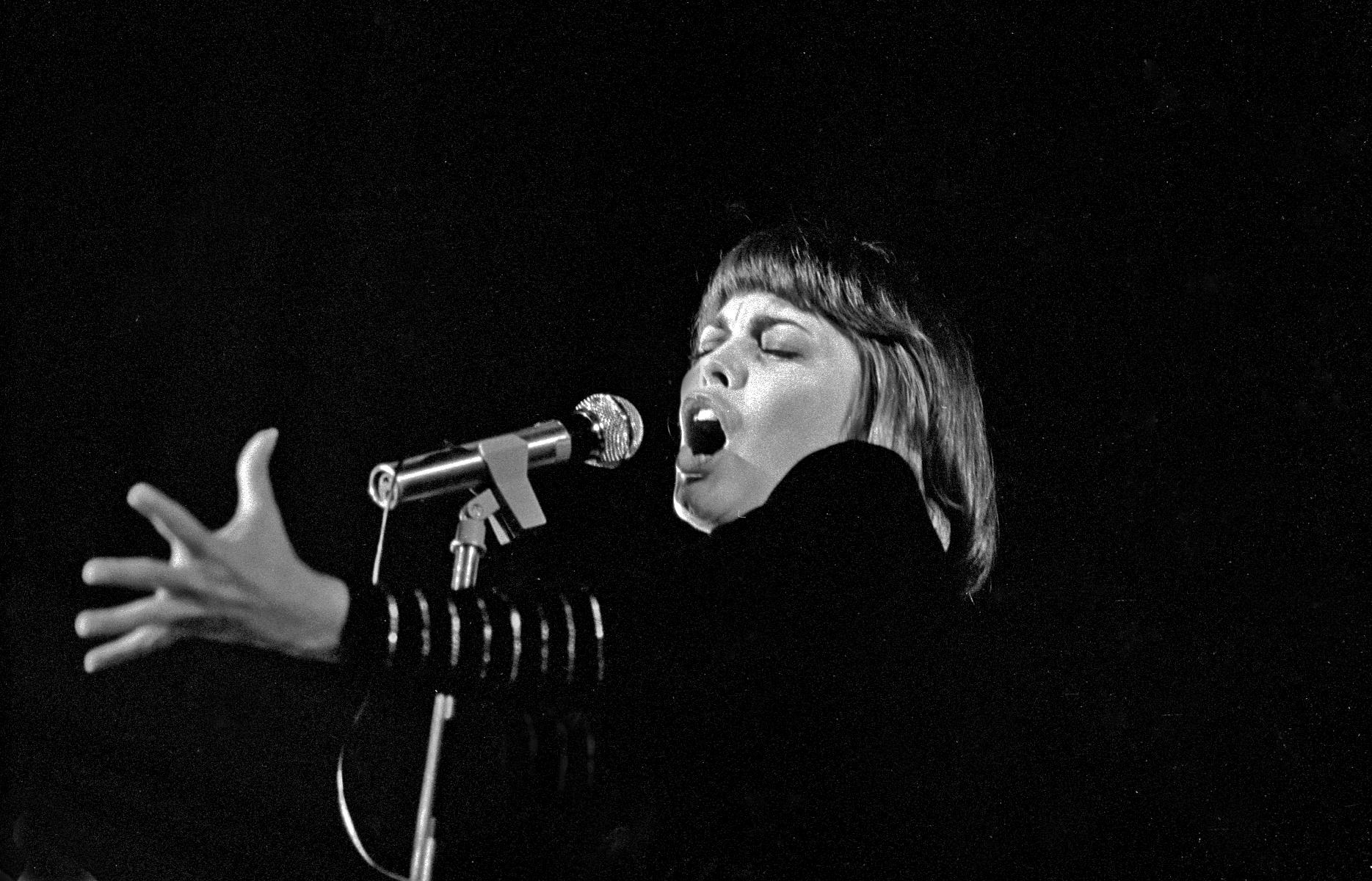
Mireille Mathieu (1971)

Im Jahr 1972 wurde Mireille Mathieu mit dem Bambi ausgezeichnet, weitere Bambis gab es 1973 und 1987. 1984 erhielt sie das Bundesverdienstkreuz für ihre Verdienste um die deutsch-französische Freundschaft, 1999 wurde sie zum Ritter und 2011 zum Offizier der Ehrenlegion in Frankreich ernannt. Zudem lieh Mathieu dem französischen Nationalsymbol Marianne auf Briefmarken der französischen Post und als Skulptur in Rathäusern des Landes ihr Gesicht.
Mathieu war unter anderem zu Gast bei Königin Elisabeth II., US-Präsident Ronald Reagan und Papst Johannes Paul II. Viel Kritik brachten ihr ihre Treffen mit dem russischen Präsidenten Putin ein. Bei einem dieser Treffen traf sie 2008 auch auf den seinerzeit amtierenden libyschen Diktator Muammar al-Gaddafi.

## Künstlerische Bedeutung
Charakteristisch für die 153 Zentimeter große Mireille Mathieu sind ihre kraftvolle, leicht tremolierende Stimme und ihre präzise Artikulation und Intonation, die sie vermutlich ganz bewusst ausgebildet hat, weil sie von ihrem Vater als Kind zum Vorsingen animiert wurde, zugleich eine Lese-Rechtschreib-Schwäche hatte und ihren provenzalischen Akzent unterdrücken sollte. Ihr Timbre und ihr Vortrag erinnern an Édith Piaf, die als Kind ihr Vorbild war. Ihr Pagenkopf mit Pony und seit den 1970er Jahren mit Innenrolle an den Seiten und am Hinterkopf gilt seit Jahrzehnten als eines ihrer Markenzeichen. Oft tritt sie wie einst Piaf in schwarzen Kleidern auf. 1993 nahm sie auch zwei Alben mit Piaf-Chansons auf, (Mireille Mathieu chante Piaf). Der leidenschaftliche Charakter der Piafschen Interpretation wurde auch für Mathieu prägend, von ihrem ersten großen Erfolg, Mon crédo (1966), bis zur französischen Fassung des ABBA-Hits The Winner Takes It All (Bravo, tu as gagné) von 1981. Wie Piaf zählt auch Mathieu zum nationalen Kulturerbe Frankreichs und ist neben der Franko-Kanadierin Céline Dion die kommerziell erfolgreichste französischsprachige Sängerin.

## Diskografie

### Alben
| Jahr | Titel                                       | Höchstplatzierung, Gesamtwochen, AuszeichnungChartplatzierungen (Jahr, Titel, Platzierungen, Wochen, Auszeichnungen, Anmerkungen) | Höchstplatzierung, Gesamtwochen, AuszeichnungChartplatzierungen (Jahr, Titel, Platzierungen, Wochen, Auszeichnungen, Anmerkungen) | Höchstplatzierung, Gesamtwochen, AuszeichnungChartplatzierungen (Jahr, Titel, Platzierungen, Wochen, Auszeichnungen, Anmerkungen) | Höchstplatzierung, Gesamtwochen, AuszeichnungChartplatzierungen (Jahr, Titel, Platzierungen, Wochen, Auszeichnungen, Anmerkungen) | Anmerkungen                                                         |
| Jahr | Titel                                       | DE | CH | UK | FR | Anmerkungen                                                         |
| ---- | ------------------------------------------- | --- | --- | --- | --- | ------------------------------------------------------------------- |
| 1966 | Mireille Mathieu                            | DE2 (20 Wo.)DE | — | UK39 (1 Wo.)UK | — |                                                                     |
| 1966 | En direct de l’Olympia                      | DE14 (3 Wo.)DE | — | — | — |                                                                     |
| 1968 | Sweet Souvenirs of Mireille Mathieu         | DE13 (8 Wo.)DE | — | — | — |                                                                     |
| 1969 | Rendezvous mit Mireille                     | DE25 (4 Wo.)DE | — | — | — |                                                                     |
| 1969 | Mireille Mathieu (1969)                     | DE5 (13 Wo.)DE | — | — | — |                                                                     |
| 1969 | Olympia                                     | DE17 (3 Wo.)DE | — | — | — |                                                                     |
| 1970 | Merci Mireille                              | DE7 (10 Wo.)DE | — | — | — |                                                                     |
| 1971 | Bonjour Mireille                            | DE10 (8 Wo.)DE | — | — | — |                                                                     |
| 1972 | Meine Träume                                | DE33 (5 Wo.)DE | — | — | — |                                                                     |
| 1973 | MM                                          | DE8 (9 Wo.)DE | — | — | — |                                                                     |
| 1974 | Und der Wind wird ewig singen               | DE24 (2 Wo.)DE | — | — | — |                                                                     |
| 1974 | Rendezvous mit Mireille Mathieu             | DE20 (6 Wo.)DE | — | — | — | Erstveröffentlichung: 28. Oktober 1974                              |
| 1976 | Herzlichst Mireille                         | DE27 (4 Wo.)DE | — | — | — | Erstveröffentlichung: 15. September 1976                            |
| 1993 | Mireille Mathieu chante Piaf                | — | — | — | FR29 (13 Wo.)FR | Erstveröffentlichung: 8. Oktober 1993 Charteinstieg in FR erst 2003 |
| 1998 | Meine Welt ist die Musik                    | DE34 (3 Wo.)DE | — | — | — | Erstveröffentlichung: 16. März 1998                                 |
| 2002 | De tes mains                                | — | — | — | FR32 (11 Wo.)FR |                                                                     |
| 2005 | Mireille Mathieu (2005)                     | — | — | — | FR16 (15 Wo.)FR | Erstveröffentlichung: 23. September 2005                            |
| 2006 | Films et shows                              | — | — | — | FR77 (9 Wo.)FR | Erstveröffentlichung: 13. November 2006                             |
| 2014 | Une Vie D’amour                             | — | — | — | FR8 Gold · (15 Wo.)FR | Erstveröffentlichung: 3. Oktober 2014                               |
| 2014 | Liebe lebt – Das Beste von Mireille Mathieu | DE98 (1 Wo.)DE | — | — | — | Erstveröffentlichung: 31. Oktober 2014                              |
| 2015 | Live Olympia 67 / 69                        | — | — | — | FR99 (1 Wo.)FR | Erstveröffentlichung: 2. März 2015                                  |
| 2015 | Noël                                        | — | — | — | FR52 (6 Wo.)FR | Erstveröffentlichung: 20. November 2015                             |
| 2017 | Made in France                              | — | — | — | FR72 (4 Wo.)FR | Erstveröffentlichung: 24. November 2017 Kompilation                 |
| 2018 | Mes classiques                              | — | CH87 (1 Wo.)CH | — | FR31 (9 Wo.)FR | Erstveröffentlichung: 9. November 2018                              |
| 2019 | Cinéma                                      | — | — | — | FR60 (5 Wo.)FR | Erstveröffentlichung: 4. Oktober 2019                               |

grau schraffiert: keine Chartdaten aus diesem Jahr verfügbar
Weitere Alben
- 1967: Made in France
- 1968: Le merveilleux petit monde de Mireille Mathieu chante Noël
- 1969: La première étoile
- 1970: Mireille … Mireille (alternativer Titel: Merveilleuse Mireille)
- 1971: Bonjour Mireille (französische Albumversion, CA: Gold)
- 1971: Mireille Mathieu chante Francis Lai
- 1971: Une histoire d’amour (CA: Gold)
- 1972: Mireille Mathieu
- 1972: Mireille Mathieu (alternativer Titel: J’étais si jeune)
- 1973: Olympia (alternativer Titel: Mireille Mathieu à l’Olympia)
- 1973: C’est l’amour et la vie que je te dois (alternativer Titel: L’amour et la vie)
- 1974: Mireille Mathieu chante Ennio Morricone
- 1974: Le vent de la nuit
- 1975: Disque D’or (CA: Platin)
- 1975: Wünsch Dir was – Eine musikalische Weltreise mit Mireille Mathieu
- 1975: Mireille Mathieu „Apprends-moi“
- 1976: Et tu seras poète
- 1976: Und wieder wird es Weihnachtszeit
- 1977: La vie en rose (Japan)
- 1977: Sentimentalement vôtre (FR: Gold)
- 1977: Die schönsten deutschen Volkslieder
- 1977: Das neue Schlageralbum
- 1977: Der Rhein und das Lied von der Elbe
- 1978: Fidèlement Votre (FR: Gold)
- 1978: Alle Kinder dieser Erde
- 1978: J’ai peur d’aimer un souvenir (Japan)
- 1979: Mireille Mathieu sings Paul Anka – You and I
- 1979: Mireille Mathieu chante Paul Anka – Toi et moi
- 1979: So ein schöner Abend
- 1979: Romantiquement Votre – Un enfant viendra
- 1980: Un peu … beaucoup … passionnément
- 1980: Gefühle
- 1981: Bravo tu as gagné (Japan)
- 1981: Je vous aime …
- 1981: Die Liebe einer Frau
- 1982: Ein neuer Morgen
- 1982: Trois milliards de gens sur terre
- 1983: Je veux l’aimer
- 1983: Nur für dich
- 1984: Les contes de Cri Cri (mit Placido Domingo)
- 1984: Los cuentos de Cri Cri (mit Placido Domingo)
- 1984: The tales of Cri Cri (mit Placido Domingo)
- 1984: Chanter
- 1985: La démoiselle d’Orléans – Made in France
- 1985: Welterfolge aus Paris
- 1985: Les grandes chansons francaises
- 1986: Après toi
- 1986: In Liebe Mireille
- 1987: Tour de l’Europe – Neue Schlager aus Europa in 4 Sprachen
- 1987: Rencontres de femmes
- 1988: Les Plus Grands Succès De... (FR: ×2Doppelgold )
- 1989: Embrujo
- 1989: L’Américain
- 1990: Ce soir je t’ai perdu
- 1991: Una mujer
- 1991: Mireille Mathieu
- 1993: Unter dem Himmel von Paris
- 1995: Vous lui direz …
- 1996: In meinem Traum
- 1999: Alles nur ein Spiel
- 2007: In meinem Herzen
- 2009: Nah bei Dir
- 2013: Wenn mein Lied deine Seele küsst

### Singles

#### Deutschsprachige Singles
| Jahr | Titel Album | Höchstplatzierung, Gesamtwochen, AuszeichnungChartplatzierungen (Jahr, Titel, Album, Platzierungen, Wochen, Auszeichnungen, Anmerkungen) | Höchstplatzierung, Gesamtwochen, AuszeichnungChartplatzierungen (Jahr, Titel, Album, Platzierungen, Wochen, Auszeichnungen, Anmerkungen) | Höchstplatzierung, Gesamtwochen, AuszeichnungChartplatzierungen (Jahr, Titel, Album, Platzierungen, Wochen, Auszeichnungen, Anmerkungen) | Anmerkungen                                                                            |
| Jahr | Titel Album | DE | AT | CH | Anmerkungen                                                                            |
| ---- | --- | --- | --- | --- | -------------------------------------------------------------------------------------- |
| 1969 | Hinter den Kulissen von Paris Mireille                                                                             | DE5 (17 Wo.)DE | AT4 (8 Wo.)AT | — | Erstveröffentlichung: März 1969 B-Seite: Martin                                        |
| 1969 | Martin Mireille | DE12 (11 Wo.)DE | AT20 (4 Wo.)AT | — | Erstveröffentlichung: Juni 1969 B-Seite von Hinter den Kulissen von Paris              |
| 1969 | Tarata-Ting, Tarata-Tong Mireille                                                                                  | DE18 (15 Wo.)DE | AT8 (12 Wo.)AT | — | Erstveröffentlichung: September 1969 B-Seite: Das Wunder aller Wunder ist die Liebe    |
| 1969 | Das Wunder aller Wunder ist die Liebe Mireille                                                                     | — | AT12 (8 Wo.)AT | — | B-Seite von Tarata-Ting, Tarata-Tong                                                   |
| 1970 | An einem Sonntag in Avignon Merci Mireille                                                                         | DE13 (13 Wo.)DE | AT10 (8 Wo.)AT | — | Erstveröffentlichung: März 1970 B-Seite: Au revoir mon amour                           |
| 1970 | Es geht mir gut, Chéri Merci Mireille                                                                              | DE16 (20 Wo.)DE | AT12 (12 Wo.)AT | — | Erstveröffentlichung: Juli 1970 B-Seite: Meine Welt ist die Musik                      |
| 1971 | Ganz Paris ist ein Theater Bonjour Mireille                                                                        | DE15 (14 Wo.)DE | AT13 (4 Wo.)AT | — | Erstveröffentlichung: Januar 1971 B-Seite: Die Kinder vom Montparnasse                 |
| 1971 | Der Pariser Tango Bonjour Mireille                                                                                 | DE10 (13 Wo.)DE | — | — | Erstveröffentlichung: Juni 1971                                                        |
| 1971 | Akropolis adieu Bonjour Mireille                                                                                   | DE3 (25 Wo.)DE | — | CH1 (17 Wo.)CH | Erstveröffentlichung: Juli 1971 B-Seite: Der Sommer kommt wieder                       |
| 1972 | Korsika Meine Träume                                                                                               | DE17 (12 Wo.)DE | — | — | Erstveröffentlichung: Februar 1972 B-Seite: Meine Träume                               |
| 1972 | Hans im Glück Mireille Mathieu (1972)                                                                              | DE16 (14 Wo.)DE | — | — | Erstveröffentlichung: August 1972 B-Seite: Aber dich vergess ich nie                   |
| 1973 | Regen ist schön La Paloma adé                                                                                      | DE44 (1 Wo.)DE | — | — | Erstveröffentlichung: Februar 1973 B-Seite: Drei Matrosen aus Marseille                |
| 1973 | Roma, Roma, Roma –                                                                                                 | DE29 (5 Wo.)DE | — | — | Erstveröffentlichung: Mai 1973 B-Seite: Mon Père                                       |
| 1973 | La Paloma adé | DE1 Gold · (27 Wo.)DE | AT3 (36 Wo.)AT | CH3 (12 Wo.)CH | Erstveröffentlichung: September 1973 B-Seite: Mein letzter Tanz                        |
| 1974 | Wenn es die Liebe will Und der Wind wird ewig singen                                                               | DE27 (10 Wo.)DE | — | — | Erstveröffentlichung: März 1974 B-Seite: Wie war dein Leben                            |
| 1974 | Und der Wind wird ewig singen                                                                                      | DE28 (7 Wo.)DE | — | — | Erstveröffentlichung: Juli 1974 B-Seite: Der traurige Tango                            |
| 1975 | Der Zar und das Mädchen (Besser frei wie ein Vogel zu leben als im goldenen Käfig zu sein) Rendezvous mit Mireille | DE8 (23 Wo.)DE | AT6 (16 Wo.)AT | — | Erstveröffentlichung: August 1975 B-Seite: Die Glocken von Notre Dame                  |
| 1976 | Aloa-he Rendezvous mit Mireille                                                                                    | DE36 (2 Wo.)DE | — | — | Erstveröffentlichung: Februar 1976 B-Seite: Abschied von dir                           |
| 1976 | Kleine Schwalbe (für die Heimkehr ist es nie zu spät) Herzlichst Mireille                                          | DE25 (6 Wo.)DE | AT21 (4 Wo.)AT | — | Erstveröffentlichung: Oktober 1976 B-Seite: Es war mal eine Liebe                      |
| 1978 | Santa Maria Alle Kinder dieser Erde                                                                                | DE13 (21 Wo.)DE | AT17 (12 Wo.)AT | — | Erstveröffentlichung: März 1978 B-Seite: Glory, Glory, Halleluja                       |
| 1979 | Zuhause wartet Natascha So ein schöner Abend                                                                       | DE43 (1 Wo.)DE | — | — | Erstveröffentlichung: August 1979 B-Seite: Ein romantischer Mann                       |
| 1983 | Nur für dich | DE39 (7 Wo.)DE | — | — | Erstveröffentlichung: Oktober 1983 B-Seite: Vor uns liegt ein langer Weg               |
| 1984 | Good-Bye My Love (Verzeih My Love) –                                                                               | DE47 (7 Wo.)DE | AT25 (2 Wo.)AT | — | Erstveröffentlichung: Oktober 1984 mit Peter Alexander B-Seite: Nur Träume sterben nie |

grau schraffiert: keine Chartdaten aus diesem Jahr verfügbar
Weitere Singles
- 1967: Ein Blick von Dir / Casino Royale
- 1975: Paris vor hundert Jahren / Jedes Kind der Welt
- 1976: Der Wein war aus Bordeaux / Es ist Zeit für Musik
- 1976: Aber Heidschi Bumbeidschi / Weißer Winterwald
- 1977: Walzer der Liebe / On verra
- 1977: Die Liebe kennt nur der, der sie verloren hat
- 1977: Nimm noch einmal die Gitarre / S’agapo
- 1978: Alle Kinder dieser Erde / Sie oder ich
- 1979: Wenn die Liebe nicht wär’ / Niemand ist gern allein
- 1980: Tage wie aus Glas / Wenn zwei sich lieben
- 1980: Chicano / Pearlydumm
- 1981: Du musst mir gar nichts von Liebe sagen / Meine erste Liebe
- 1981: Die Liebe einer Frau / So will ich mit dir leben
- 1982: Der Clochard / Nur du
- 1982: Die Liebe zu dir / Was nun
- 1982: Vai colomba bianca / Tu es aus Liebe
- 1984: Mon Amour – In den Armen deiner Zärtlichkeit / Wir sind alle Kinder Gottes
- 1984: Zurück zur Zärtlichkeit
- 1985: Der Wind hat mir ein Lied erzählt / Verloren sein
- 1985: Ich schau’ in deine Augen / Wolke im Wind
- 1986: Lieben heißt für mich, mit dir zu leben / Nur wer liebt
- 1986: Du weißt doch ich lieb’ dich / Man sagt ein Wort
- 1987: Nie war mein Herz dabei / So wie du bist
- 1987: Kinder dieser Welt
- 1993: Schau mich bitte nicht so an
- 1994: Rummelplatz der Liebe
- 1996: Feuer im Blut
- 1996: In meinem Traum

#### Französischsprachige Singles
| Jahr | Titel Album                            | Höchstplatzierung, Gesamtwochen, AuszeichnungChartplatzierungen (Jahr, Titel, Album, Platzierungen, Wochen, Auszeichnungen, Anmerkungen) | Höchstplatzierung, Gesamtwochen, AuszeichnungChartplatzierungen (Jahr, Titel, Album, Platzierungen, Wochen, Auszeichnungen, Anmerkungen) | Höchstplatzierung, Gesamtwochen, AuszeichnungChartplatzierungen (Jahr, Titel, Album, Platzierungen, Wochen, Auszeichnungen, Anmerkungen) | Höchstplatzierung, Gesamtwochen, AuszeichnungChartplatzierungen (Jahr, Titel, Album, Platzierungen, Wochen, Auszeichnungen, Anmerkungen) | Anmerkungen                         |
| Jahr | Titel Album                            | DE | AT | CH | UK | Anmerkungen                         |
| ---- | -------------------------------------- | --- | --- | --- | --- | ----------------------------------- |
| 1966 | C’est ton nom En direct de l’Olympia   | DE33 (4 Wo.)DE | — | — | — | Erstveröffentlichung: Juni 1966     |
| 1966 | Qu’elle est belle Mireille Mathieu     | DE35 (1 Wo.)DE | — | — | — | Erstveröffentlichung: August 1966   |
| 1966 | Un homme et une femme Mireille Mathieu | — | AT11 (8 Wo.)AT | — | — |                                     |
| 1967 | La dernière valse Made in France       | DE30 (6 Wo.)DE | — | CH3 (3 Wo.)CH | UK26 (7 Wo.)UK | Erstveröffentlichung: November 1967 |

grau schraffiert: keine Chartdaten aus diesem Jahr verfügbar
Weitere Singles
- 1966: Mon credo
- 1966: Paris en colère
- 1967: Les Yeux de L’Amour / Casino Royale
- 1967: Quand tu t’en iras
- 1968: Una canzone
- 1968: Ensemble
- 1968: Les bicyclettes de Belsize
- 1968: C’est à Mayerling
- 1969: La première étoile
- 1969: Mon bel amour d’été
- 1970: Pardonne-moi ce caprice d’enfant
- 1970: Pourquoi le monde est sans amour
- 1970: Donne ton cœur, donne ta vie
- 1971: Une histoire d’amour
- 1971: Acropolis adieu
- 1971: Mille fois bravo
- 1972: Corsica
- 1972: En frappant dans nos mains
- 1973: La Paloma, adieu (FR: Gold)
- 1973: Roma, Roma, Roma
- 1974: Le vent de la nuit
- 1974: L’amour oublie le temps
- 1974: Un jour tu reviendras
- 1975: On ne vit pas sans se dire adieu
- 1975: Apprends-moi
- 1975: Tous les enfants chantent avec moi
- 1976: Ma mélodie d’amour
- 1976: Ciao, Bambino, sorry
- 1977: Mille colombes (FR: Gold)
- 1977: Amour défendu
- 1978: Santa Maria de la mer (FR/CA: Gold)
- 1978: Un dernier mot d’amour
- 1979: Toi et moi (mit Paul Anka)
- 1979: Un enfant viendra
- 1980: Une femme amoureuse (FR: Gold)
- 1981: Bravo tu as gagné (mit ABBA)
- 1982: Trois milliards de gens sur terre
- 1983: A Santa Maria
- 1983: Je veux l’aimer
- 1984: On est bien
- 1984: Chanter
- 1985: Les avions, les oiseaux
- 1985: Made in France
- 1985: La demoiselle d’Orléans
- 1985: Après toi
- 1987: Rencontres de femmes
- 1987: L’enfant volant
- 1988: L’enfant que je n’ai jamais eu
- 1989: La violence celle qui tue avec les mots
- 1989: L’Américain
- 1990: Ce soir je t’ai perdu
- 1991: Que pour toi
- 1995: Vous lui direz
- 2002: La solitude
- 2005: Une place dans mon cœur

#### Englischsprachige Singles
| Jahr | Titel Album                                                   | Höchstplatzierung, Gesamtwochen, AuszeichnungChartplatzierungen (Jahr, Titel, Album, Platzierungen, Wochen, Auszeichnungen, Anmerkungen) | Höchstplatzierung, Gesamtwochen, AuszeichnungChartplatzierungen (Jahr, Titel, Album, Platzierungen, Wochen, Auszeichnungen, Anmerkungen) | Höchstplatzierung, Gesamtwochen, AuszeichnungChartplatzierungen (Jahr, Titel, Album, Platzierungen, Wochen, Auszeichnungen, Anmerkungen) | Höchstplatzierung, Gesamtwochen, AuszeichnungChartplatzierungen (Jahr, Titel, Album, Platzierungen, Wochen, Auszeichnungen, Anmerkungen) | Anmerkungen                                                                        |
| Jahr | Titel Album                                                   | DE | AT | CH | UK | Anmerkungen                                                                        |
| ---- | ------------------------------------------------------------- | --- | --- | --- | --- | ---------------------------------------------------------------------------------- |
| 1968 | Sometimes Sweet Souvenirs of Mireille Mathieu                 | DE37 (2 Wo.)DE | AT3 (16 Wo.)AT | — | — | Erstveröffentlichung: November 198 B-Seite: Sweet Souvenirs of Stefan              |
| 1968 | Sweet Souvenirs of Stefan Sweet Souvenirs of Mireille Mathieu | DE25 (8 Wo.)DE | — | — | — | B-Seite von Sometimes                                                              |
| 1983 | Together We’re Strong –                                       | DE34 (11 Wo.)DE | — | — | — | Erstveröffentlichung: Februar 1983 mit Patrick Duffy B-Seite: Something’s Going On |

Weitere Singles
- 1967: When You Return / Tonight’s the Night
- 1970: Can a Butterfly Cry / Dear Madame
- 1971: Nobody
- 1974: La Paloma Goodbye / Acropolis adieu (Goodbye My Love)
- 1979: You and I / A man and a Woman (mit Paul Anka)
- 1982: The Waltz of Goodbye / People (1982)
- 1986: Don’t Talk to Me of Love (mit Barry Manilow)
- 1989: My Life

#### Italienische Singles
- 1970: Scusami se … / Vivrò per te
- 1971: Nata libera / Quando verranno i giorni
- 1974: C’era una volta la terra mia
- 1981: Roma, Roma, Roma (Gialla e rossa comé un fioré) / Instrumental
- 1987: Donne senza età / Un fuoco

#### Spanische Singles
- 1968: Rin-Rin (EP)
- 1970: El amor es uno / El viejo amor
- 1974: La Paloma vendrá / Acropolis adios
- 1981: Madrecita del Nino Dios (Santa Maria) / Solamente una vez
- 1989: Embrujo
- 1991: Vivir de suenos

#### Weitere Erfolgstitel in verschiedenen Sprachen
- Otschi tschornyje (Russisch)
- Podmoskownyje wetschera (Moscow Nights) (Russisch)
- Moli roah (Chinesisch)
- Anteeksi suo (Pardonne-moi ce caprice d’enfant) (Finnisch)
- Suna no shiro (Japanisch)
- My man (Englisch)
- Non pensare a me (Italienisch)
- Caruso (Italienisch)
- Una Mujer (Spanisch)

## Auszeichnungen für Musikverkäufe
| Goldene Schallplatte - Finnland - 1983: für das Album Mireille Mathieu |

Anmerkung: Auszeichnungen in Ländern aus den Charttabellen bzw. Chartboxen sind in ebendiesen zu finden.
| Land/RegionAuszeichnungen für Musikverkäufe (Land/Region, Auszeichnungen, Verkäufe, Quellen) | Gold       | Platin  | Verkäufe  | Quellen         |
| -------------------------------------------------------------------------------------------- | ---------- | ------- | --------- | --------------- |
| Deutschland (BVMI)                                                                           | Gold1      | —       | 250.000   | Einzelnachweise |
| Finnland (IFPI)                                                                              | Gold1      | —       | 25.000    | ifpi.fi         |
| Frankreich (SNEP)                                                                            | 9× Gold9   | —       | 2.450.000 | infodisc.fr     |
| Kanada (MC)                                                                                  | 3× Gold3   | Platin1 | 250.000   | musiccanada.com |
| Insgesamt                                                                                    | 14× Gold14 | Platin1 |           |                 |

## Ehrungen
- 1984 erhielt sie das Bundesverdienstkreuz.
- 1988 wurde nach Mathieu eine Rosensorte benannt.

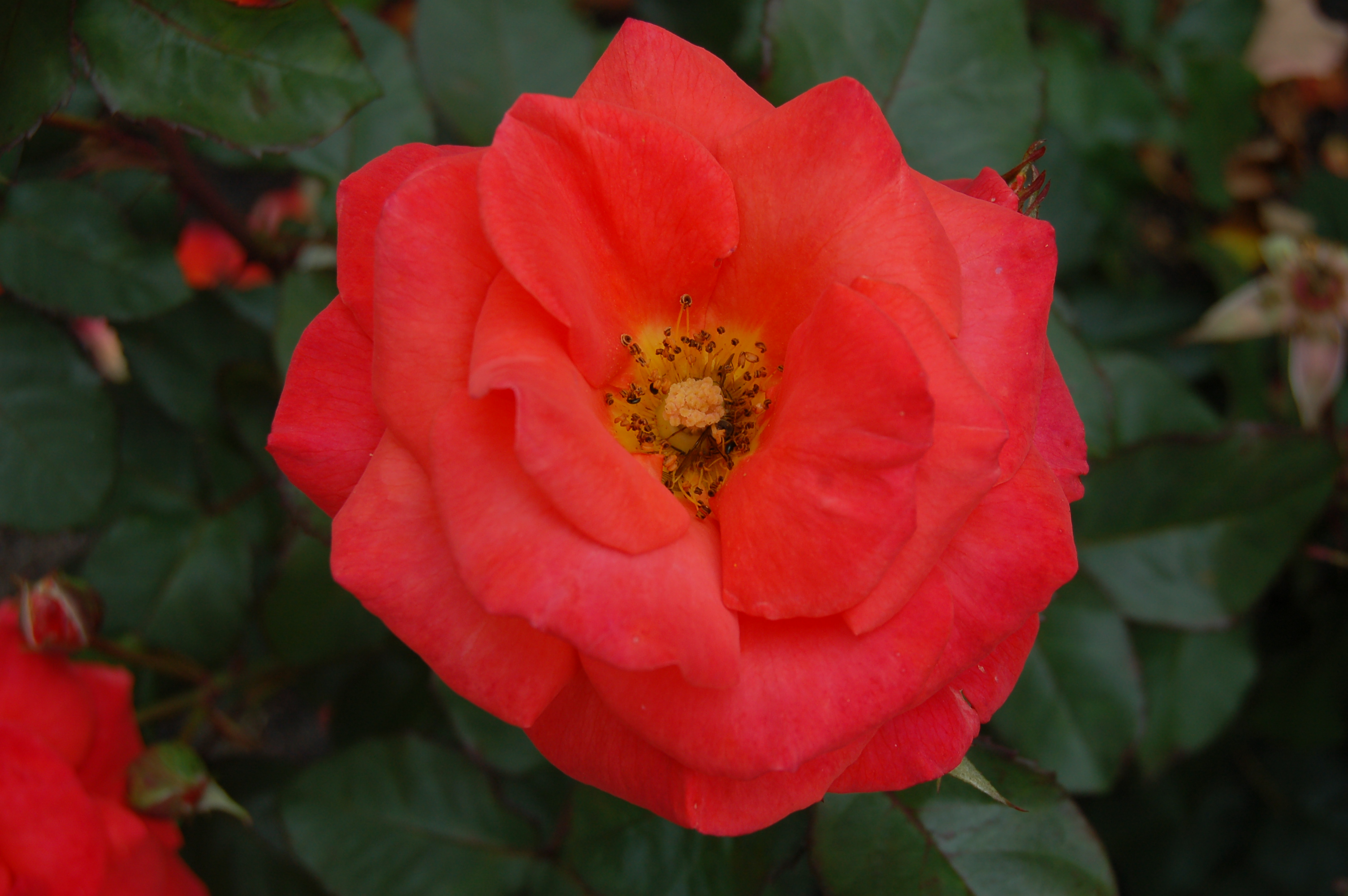
Rose ‚Mireille Mathieu‘, Kordes, 1988

- 2018 wurde ihr von der philosophischen Fakultät der Lomonossow-Universität Moskau die Ehrendoktorwürde verliehen.